# Zofia Kossak-Szczucka
Zofia Kossak-Szczucka   (Kośmin, Lublin Voivodeship, 10 d'agost de 1889 - Bielsko-Biała, 9 d'abril de 1968) AFI /ˈzɔfʲja ˈkɔssak ˈʂt͡ʂut͡ska/, més tard Zofia Kossak-Szatkowska fou una escriptora polonesa i lluitadora de la resistència durant la Segona Guerra Mundial, i cofundadora de dues organitzacions secretes a la Polònia ocupada: el Front Odrodzenia Polski i el Consell d'ajuda jueva Żegota, creats per ajudar els jueus polonesos a escapar de l'Holocaust. El 1943 fou arrestada pels alemanys i enviada al camp de concentració d'Auschwitz, però va sobreviure a la guerra.

## Biografia
Era filla de Tadeusz Kossak (germà bessó de Wojciech Kossak) i d'Anna Kisielnicka-Kossakowa, cosina de la satírica Magdalena Samozwaniec, de la poetessa Maria Pawlikowska-Jasnorzewska i del pintor Jerzy Kossak i neta de Juliusz Kossak.
En la majoria de publicacions, la data del seu naixement és de 1890; després de consultar documents abans desconeguts, va resultar que va néixer un any abans. Va passar la seva infància i joventut a la regió de Lublin i a Volínia.
Primer va estudiar a casa, després el 1906 va treballar com a professora a Varsòvia. D'acord amb la tradició familiar, el 1912–1913 va estudiar pintura a l'Escola de Belles Arts de Varsòvia, i després dibuix a l'École des Beaux-Arts de Ginebra. El 1915 es va casar amb Stefan Szczucki i es va establir amb el seu marit a Nowosielica, Volínia. Allà, el 1916, va néixer el seu primer fill Juliusz. Un any després, el 1917, el segon, Tadeusz. Allà, el 1917, ella i la seva família van viure un període de cruents discursos camperols i la invasió bolxevic. Les memòries escrites d'aquest període, publicades el 1922 amb el títol Pożoga, van ser el seu debut literari real.
El 1923, després de la mort del seu marit a Lviv, l'autora es va traslladar amb els seus fills a casa dels seus pares. Vivia al poble de Górki Wielkie a Silèsia de Cieszyn. El 14 d'abril de 1925, es va tornar a casar amb l'oficial de l'exèrcit polonès Zygmunt Szatkowski. El 1926, va néixer el seu tercer fill, Witold Szatkowski, i el primer fill, Juliusz Szczucki, va morir. El 1928 va donar a llum una filla, Anna Szatkowska.
El 1932 va ser guardonada amb el premi literari del voivodat de Silèsia. El 1935 va morir el seu pare Tadeusz Kossak. El 1936 va rebre el Llorer d'Or de l'Acadèmia polonesa de literatura, la institució més important de la cultura polonesa en el període d'entreguerres, i el 1937 va ser guardonada amb la Creu d'Oficial de l'Orde Polònia Restituta. L'11 de novembre de 2018, el president de la República de Polònia Andrzej Duda va premiar pòstumament l'escriptora amb l'Orde de l'Àliga Blanca com a expressió de màxim respecte pels mèrits destacats realitzats per la glòria, el bé i el benefici de la República de Polònia amb motiu de les celebracions nacionals del centè aniversari de la recuperació de la independència de la República de Polònia.

## Segona Guerra Mundial

### Activitats de premsa
El 1939, Zofia Kossak-Szczucka va deixar Górki Wielkie i es va traslladar a Varsòvia. A la capital, es va implicar en activitats clandestines i de beneficència. Durant l'ocupació alemanya de Polònia, va treballar a la premsa clandestina: del 1939 al 1941, va coeditar el diari clandestí Polska żyje ("Polónia viu"). El 1941, va cofundar l'organització catòlica Front Odrodzenia Polski ("Front per al Renaixement de Polònia"), i va editar-ne el seu diari, Prawda ("La veritat").

### "Protest"
L'estiu de 1942, quan va començar la liquidació del gueto de Varsòvia, Kossak-Szczucka va publicar un document titulat "Protesta!", polonès: Protest! del qual es van imprimir 5.000 exemplars. En ell, descrivia en termes gràfics les condicions del gueto i les horroroses circumstàncies de les deportacions que s'hi produïen.
| « | Al gueto de Varsòvia, darrere del mur que va tallar el món, diversos centenars de condemnats esperen la mort. No hi ha esperança de rescat per a ells, ni res no ajuda. Els botxins corren pels carrers, disparant a tothom que s'atreveixi a sortir de casa. Disparen de manera semblant a tots els que es troben a la finestra. Hi ha cadàvers sense enterrar al carrer. | » |

| « | El món mira aquest crim, el més terrible que la història mai no ha vist, i roman en silenci. La matança de milions de persones indefenses es produeix enmig d'un silenci generalitzat i sinistre. (...) Anglaterra i els Estats Units no parlen, fins i tot, la influència jueva internacional, tan antigament sensible a qualsevol perjudici propi, calla. Els polonesos callen. (...) Els jueus moribunds estan envoltats pels mateixos Pilats que es rentaven les mans. | » |

Al següent fragment del text, Kossak condemna aquest silenci, i assenyala les implicacions morals derivades d'ell:
| « | Aquest silenci ja no es pot tolerar. (...) És menyspreable. No heu de quedar-vos passius davant del crim. Qui calla davant d'un assassinat esdevé còmplice de l'assassí. Qui no el condemna, ho permet." | » |

Els arguments de Szczucka es basaven en una cosmovisió religiosa catòlica, que segons el cinquè manament, "No mataràs" prohibia la mort, i en una interpretació més àmplia indica que la participació en la matança i la passivitat envers ella és immoral.
Va cofundar el Comitè Provisional d'Ajuda als Jueus (Tymczasowy Komitet Pomocy Żydom), que després es va convertir en el Consell per a l'Ajut als Jueus (Rada Pomocy Żydom), amb el nom de Żegota, una organització clandestina que tenia com a únic propòsit salvar els jueus a Polònia de l'extermini nazi.
En el seu escrit, Szczucka assenyalava l'antisemitisme polonès, i qualificava els jueus com a enemics de Polònia, cosa que es demostrava, segons ella, en el fet que els jueus van acusar els polonesos, no pas els alemanys, de la seva sort durant la Segona Guerra Mundial i que els odiaven més que als arquitectes reals del seu extermini.
| « | Per tant, nosaltres, els polonesos catòlics, parlem. Els nostres sentiments cap als jueus no han canviat. No deixem de considerar-los enemics polítics, econòmics i ideològics de Polònia. És més, ens adonem que ens odien més que als alemanys, que ens fan responsables de la seva desgràcia. Per què, sobre quina base, seguirà sent un secret per a l'ànima jueva, però és un fet que es confirma constantment. Amb tot i això, el fet d'ésser conscients d'aquests sentiments no ens allibera de la nostra obligació de condemnar el crim. No volem ser Pilat. | » |

Respecte a la "protesta" de Kossak-Szczucka, Robert D. Cherry i Annamaria Orla-Bukowska van escriure en la introducció a Rethinking Poles and Jews
| « | Sense cap mena de blanqueig del seu antisemitisme al document, va demanar amb vehemència la intercessió activa en nom de els jueus, precisament en nom del catolicisme romà polonès i del patriotisme polonès. Les deportacions del gueto de Varsòvia van precipitar la confundació del Żegota aquell mateix any, una unitat de l'Armia Krajowa (AK, Exèrcit Nacional) que tenia com a únic propòsit salvar els jueus. | » |

### Arrest

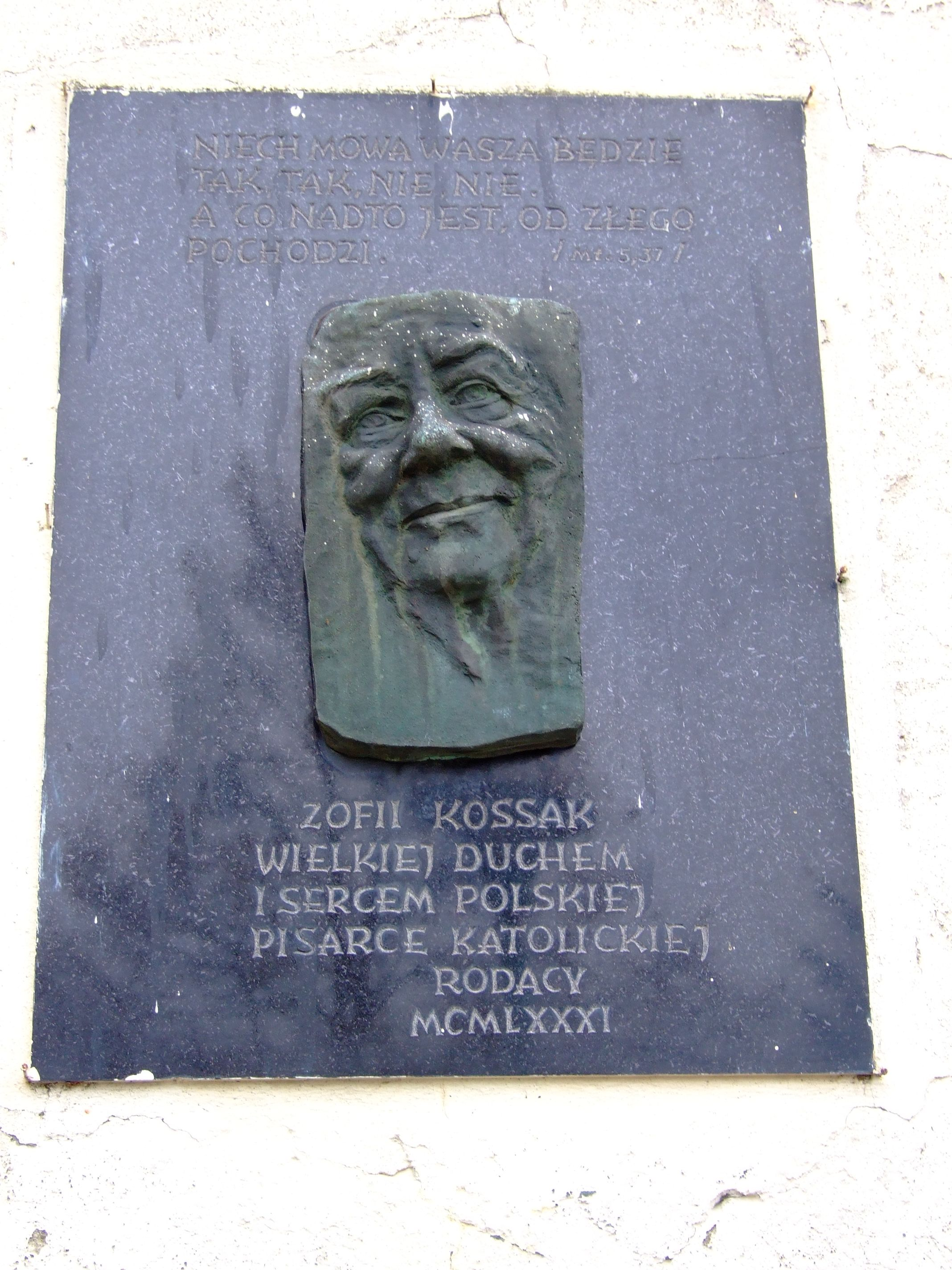
"A Zofia Kossak, la reconeguda escriptora catòlica polonesa, una dona de gran generositat i coratge. Col·locada pels seus conciutadans, 1981" (placa memorial a l'exterior de l'Església parroquial de Tots Sants, a Górki Wielkie)

El 1943, el seu segon fill, Tadeusz Szczucki, va morir al camp de concentració alemany d'Auschwitz-Birkenau. La Gestapo la va arrestar el 27 de setembre de 1943 (arran d'una denúncia del comte Plater-Zyberk) i el 5 d'octubre de 1943 fou deportada a Auschwitz-Birkenau El 1944 va ser transportada a Varsòvia, a Pawiak i condemnada a mort. Gràcies a l'esforç de les autoritats clandestines, va ser alliberada a finals de juliol. Va participar activament en la Revolta de Varsòvia.

## Postguerra

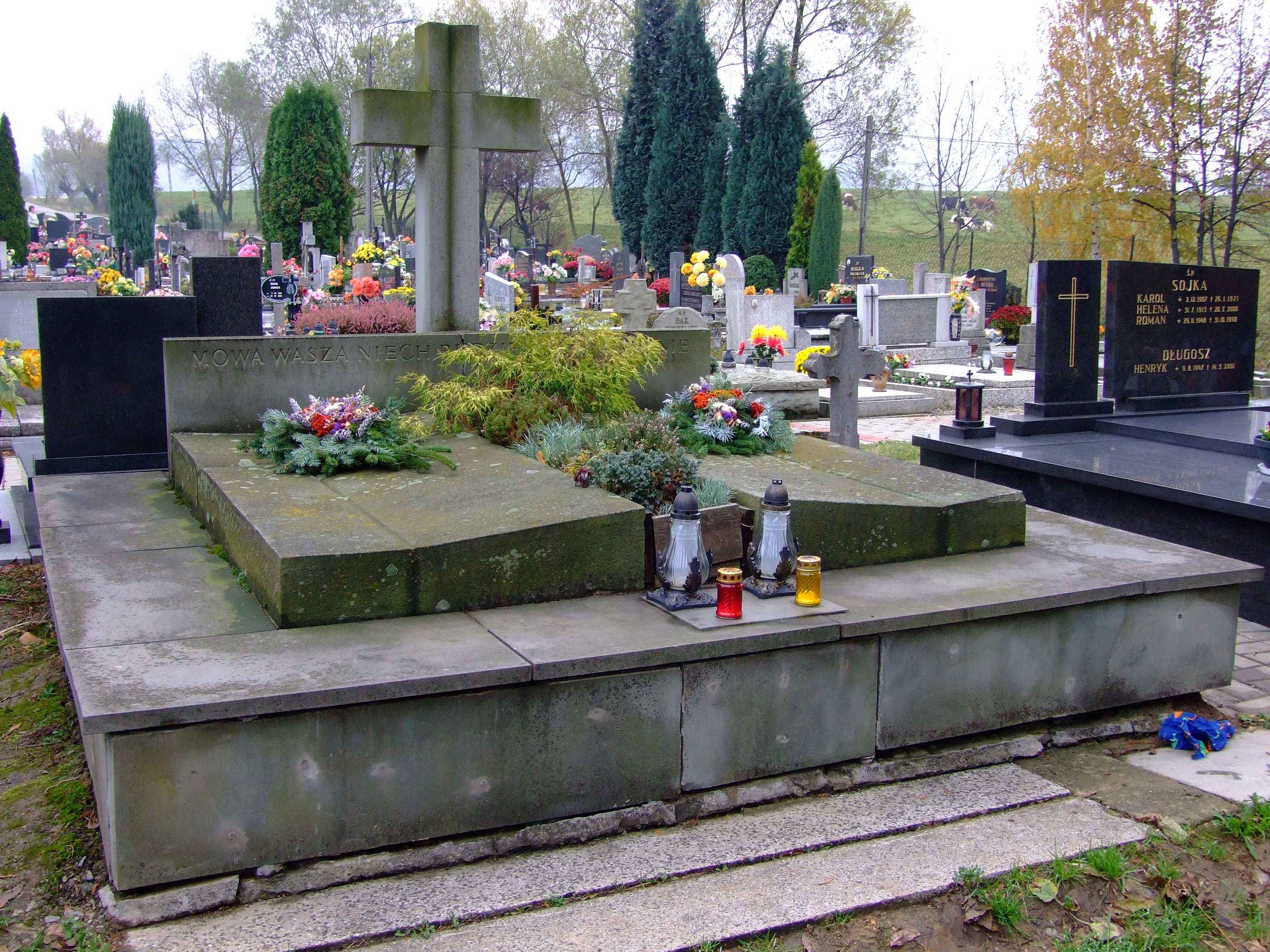
La tomba de Zofia Kossak-Szczucka a Górki Wielkie

Després del fracàs de la revolta, va romandre a Częstochowa fins al 1945. Allà va descriure els seus records del campament al llibre Z otchłani. El 1945 va abandonar la missió de la Creu Roja Polonesa a Londres i va romandre en emigració forçada. Fou mal rebuda per una gran part dels emigrants polonesos; va ser anomenada públicament un agent comunista, per exemple, per Zygmunt Nowakowski.
Durant 12 anys, junt amb el seu marit, va gestionar la granja Troswell de Cornualla, i continuà la seva tasca d'escriptora. Va ser rebuda en una audiència privada per la reina britànica a l'Afternoon party al Castell de Windsor.
A Occident, la seva obra gaudia de popularitat creixent; els seus llibres van arribar a les llistes de best-seller i la novel·la  Bez oręża ("Sense armes") va arribar al capdavant del Book of the Month als Estats Units. El 1951 a Polònia, totes les seves obres van ser censurades i van ser retirades immediatament de les biblioteques.
Després de tornar al país el 1957, es va instal·lar de nou a Górki Wielkie, a la "casa del jardí", perquè el 1945 s'havia incendiat la casa pairal.
Com a publicista, va treballar principalment amb la premsa catòlica. Gràcies a la capacitat d'imaginar colors, als grans valors cognitius i a la narració popular, la majoria de les seves novel·les històriques també han guanyat popularitat entre els nens. El 1964 fou un dels signants de la Carta 34, en què s'unia a la protesta dels escriptors en defensa de la llibertat d'expressió.
Ha estat honrada amb la pertinença a l'Orde de Sant Llàtzer de Jerusalem, i ha rebut la Gran Creu del Mèrit.
Va morir el 9 d'abril de 1968 a Bielsko-Biała. Està enterrada al cementiri parroquial de Górki Wielkie al costat del seu pare, Tadeusz Kossak, i del seu fill Juliusz Szczucki. Honrada a títol pòstum per l'institut jueu Yad va-Xem amb la medalla de Just entre les Nacions per ajudar els jueus durant l'ocupació de Polònia.
El seu net és François Rosset, professor de literatura francesa a la Universitat de Lausana (Suïssa).

## Creativitat

### Obres
- Beatum scelus, 1924. Com El vi beneït (Błogosławiona Wina), 1953. Novel·la històrica. Adaptada al cinema al 2015.
- Beatyfikacja Skargi
- Sense armes (Bez oręża), novel·la històrica, 1937.
- Błogosławiony Jan Sarkander ze Skoczowa , 1922
- Ambre (Bursztyny), relats històrics, 1936.
- Chrześcijańskie posłannictwo Polski , 1938
- L'herència I (Dziedzictwo I), 1956
- L'herència II (Dziedzictwo II), 1964
- L'herència III (Dziedzictwo III), 1967 - en coautoria amb Zygmunt Szatkowski.
- La ciutat a la vora del llac (Gród nad jeziorem), novel·la històrica, 1938.
- Kielich krwi - obrazek sceniczny w dwóch aktach
- Kłopoty Kacperka góreckiego skrzata (1924)
- El rei leprós  (Król trędowaty), novel·la històrica, 1937.
- Els croats  (Krzyżowcy), novel·la històrica en quatre toms, 1935.
- Ku swoim (1932)
- El camp de Legnica  (Legnickie pole), novel·la històrica, 1931.
- En camí (Na drodze), 1926.
- A Silèsia (Na Śląsku), 1939.
- Nieznany kraj (1932)
- Ognisty Woz
- Pątniczym szlakiem. Wrażenia z pielgrzymki (1933)
- Pod Lipa
- Pożoga (1922)
- Prometeusz i garncarz
- L'aliança  (Przymierze), 1952.
- Purpurowy Szlak
- El coper Orbano (Puszkarz Orbano), novel·la històrica.
- Rewindykacja polskości na Kresach
- Rok polski: obyczaj i wiara
- S.O.S. ...!
- El tresor de Silèsia (Skarb Śląski), 1937.
- El vestit de Dejanira (Suknia Dejaniry), 1948.
- Szaleńcy Boży (1929)
- Szukajcie przyjaciół (1933)
- Topsy i Lupus (1931)
- Trembowla
- La Troia del nord  (Troja północy), novel·la històrica. En coautoria amb Zygmunt Szatkowski.
- W Polsce Podziemnej: wybrane Pisma dotyczące lat 1939 - 1944
- Varna (Warna), novel·la històrica
- Grans i petits (Wielcy i mali), 1927.
- De la història de Silèsia (Z dziejów Śląska)
- Per amor (Z miłości), 1925.
- Z otchłani: wspomnienia z lagru
- La Llibertat daurada (Złota Wolność), novel·la històrica, 1928.

### Novel·la i relat històric
Zofia Kossak-Szczucka va ser autora de diverses novel·les i relats històrics, entre els quals podem esmentar:
- La llibertat daurada (Złota Wolność), novel·la publicada el 1928. Tracta sobre l'època del rei Segimon III Vasa i el seu suport a Demetri I el Fals per ocupar el tron de Rússia.
- El camp de Legnica (Legnickie pole), novel·la publicada el 1930. Tracta sobre la invasió tàrtara a Polònia al segle xiii, la qual va finalitzar amb la batalla de Legnica, en la qual va perdre la vida el príncep Enric II el Pietós.
- Els croats (Krzyżowcy), novel·la de quatre toms, publicada el 1935. Tracta sobre la Primera Croada a Terra Santa.
- El rei leprós (Król trędowaty), novel·la publicada el 1937. Tracta sobre el rei Balduí IV de Jerusalem, anomenat el Leprós, i és la continuació de la novel·la Els croats.
- Sense armadura (Bez oręża), novel·la de dos toms publicada el 1937. Tracta sobre la presència de Sant Francesc d'Assís a Terra Santa i és la continuació de la novel·la El rei leprós.
- Ambre (Bursztyny), llibre publicat el 1936. Conté 32 relats, que tracten sobre diferents etapes de la història de Polònia. Alguns dels relats es refereixen a personalitats, que van deixar la seva empremta en l'art i la literatura de Polònia, com ara Mikołaj Rej, Jan Kochanowski, Adam Mickiewicz o Frédéric Chopin.
- El coper Orbano (Puszkarz Orbano), novel·la publicada el 1936. Tracta sobre la caiguda de Constantinoble el 1453.
- La ciutat a la vora del llac (Gród nad jeziorem), novel·la publicada el 1938. Tracta sobre la vida i les creences dels antics eslaus al poblat de Biskupin.
- Varna (Warna), novel·la publicada el 1939. Tracta sobre el rei Ladislau de Varna, que va perdre la vida a la batalla de Varna contra els turcs.